# فابيو كاسترو
فابيو كاسترو (بالإنجليزية: Fabio Castro)‏ هو لاعب كرة قاعدة دومينيكاوي، ولد في 20 يناير 1985 في مونتي كريستي في جمهورية الدومينيكان.

## وصلات خارجية
- فابيو كاسترو على موقع دوري كرة القاعدة الرئيسي (الإنجليزية)
- فابيو كاسترو على موقعبيزبول رفرنس.كوم (الدوري الرئيسي) (الإنجليزية)
- فابيو كاسترو على موقعبيزبول رفرنس.كوم (الدوري الثانوي) (الإنجليزية)
- فابيو كاسترو على موقع إي إس بي إن.كوم (أم.أل.بي) (الإنجليزية)
- فابيو كاسترو على موقع مشجعي الرسوم البيانية (الإنجليزية)